# 西北非洲

西北非洲

西北非洲約位於北部非洲和西部非洲之間的重壘位置，與西班牙及意大利隔海相望，面積約有六分之一個非洲，當中包含了六個非洲國家，區內大部分地區都是沙漠，人口主要集中在地中海沿岸。
西北非洲所包含的國家:
狹義上的：
- 摩洛哥
- 阿尔及利亚
- 突尼西亞

廣義延伸的：
- 撒拉威阿拉伯民主共和國
- 毛里塔尼亚